# Premila Supramaniam
Pour les articles homonymes, voir Supramaniam.
Premila Supramaniam est une karatéka malaisienne connue pour avoir remporté la médaille d'or en kumite individuel féminin moins de 60 kilos aux Jeux asiatiques de 2002 ainsi qu'une médaille de bronze en kumite individuel féminin open aux championnats du monde de karaté 2002.

## Résultats
| Résultat | Date          | Épreuve                   | Catégorie | Compétition                | Ville hôte             |
| -------- | ------------- | ------------------------- | --------- | -------------------------- | ---------------------- |
| [ 1 ]    | 1998          | Kumite individuel + 60 kg | Seniors   | Jeux asiatiques 1998       | Bangkok, en Thaïlande  |
| [ 1 ]    | 2002          | Kumite individuel - 60 kg | Seniors   | Jeux asiatiques 2002       | Pusan, en Corée du Sud |
| [ 2 ]    | Novembre 2002 | Kumite individuel open    | Seniors   | Championnats du monde 2002 | Madrid, en Espagne     |